# Diocèse de Xai-Xai
Le diocèse de Xai-Xai (en latin :  Diœcesis Xai-Xaiensis ) est une circonscription de l'Église catholique du Mozambique, suffragant de l’archidiocèse de Maputo. Son siège est la cathédrale São João Baptista de Xai-Xai.

## Histoire
Le diocèse de João Belo est érigé le 19 juin 1970 par le pape Paul VI. Son territoire, détaché de l’archidiocèse de Maputo, couvre la Province de Gaza. Le 1er octobre 1976, après l’indépendance du pays, le diocèse devient celui de Xai-Xai, le nouveau nom de João Belo.

## Evêques de Xai-Xai
- Félix Niza Ribeiro : 19 février 1972 - 31 mai 1976 (démission)
- Júlio Duarte Langa : 31 mai 1976 - 12 juillet 2004 (retraite)
- Lucio Andrice Muandula : depuis le 24 juin 2004